# Sainte-Geneviève-des-Bois (Loiret)
Sainte-Geneviève-des-Bois és un municipi francès, situat al departament del Loiret i a la regió de Centre – Vall del Loira. L'any 2007 tenia 1.069 habitants.

## Demografia

### Població
El 2007 la població de fet de Sainte-Geneviève-des-Bois era de 1.069 persones. Hi havia 462 famílies, de les quals 152 eren unipersonals (56 homes vivint sols i 96 dones vivint soles), 153 parelles sense fills, 137 parelles amb fills i 20 famílies monoparentals amb fills.
La població ha evolucionat segons el següent gràfic:
Habitants censats

### Habitatges
El 2007 hi havia 631 habitatges, 465 eren l'habitatge principal de la família, 99 eren segones residències i 67 estaven desocupats. 569 eren cases i 47 eren apartaments. Dels 465 habitatges principals, 306 estaven ocupats pels seus propietaris, 139 estaven llogats i ocupats pels llogaters i 20 estaven cedits a títol gratuït; 8 tenien una cambra, 27 en tenien dues, 111 en tenien tres, 150 en tenien quatre i 170 en tenien cinc o més. 360 habitatges disposaven pel capbaix d'una plaça de pàrquing. A 224 habitatges hi havia un automòbil i a 164 n'hi havia dos o més.

### Piràmide de població
La piràmide de població per edats i sexe el 2009 era:
| Homes | Edats   | Dones |
| ----- | ------- | ----- |
| 0     | 95 o +  | 0     |
| 0     | 90 a 94 | 4     |
| 4     | 85 a 89 | 16    |
| 12    | 80 a 84 | 4     |
| 8     | 75 a 79 | 16    |
| 36    | 70 a 74 | 28    |
| 52    | 65 a 69 | 80    |
| 36    | 60 a 64 | 40    |
| 20    | 55 a 59 | 20    |
| 32    | 50 a 54 | 16    |
| 20    | 45 a 49 | 20    |
| 40    | 40 a 44 | 44    |
| 48    | 35 a 39 | 28    |
| 12    | 30 a 34 | 12    |
| 40    | 25 a 29 | 32    |
| 16    | 20 a 24 | 20    |
| 40    | 15 a 19 | 24    |
| 36    | 10 a 14 | 32    |
| 36    | 5 a 9   | 24    |
| 24    | 0 a 4   | 20    |

## Economia
El 2007 la població en edat de treballar era de 631 persones, 456 eren actives i 175 eren inactives. De les 456 persones actives 393 estaven ocupades (211 homes i 182 dones) i 63 estaven aturades (26 homes i 37 dones). De les 175 persones inactives 51 estaven jubilades, 60 estaven estudiant i 64 estaven classificades com a «altres inactius».

### Ingressos
El 2009 a Sainte-Geneviève-des-Bois hi havia 490 unitats fiscals que integraven 1.115,5 persones, la mediana anual d'ingressos fiscals per persona era de 16.550 €.

### Activitats econòmiques
Dels 33 establiments que hi havia el 2007, 1 era d'una empresa extractiva, 4 d'empreses de fabricació d'altres productes industrials, 12 d'empreses de construcció, 7 d'empreses de comerç i reparació d'automòbils, 2 d'empreses d'hostatgeria i restauració, 1 d'una empresa immobiliària, 5 d'empreses de serveis i 1 d'una empresa classificada com a «altres activitats de serveis».
Dels 14 establiments de servei als particulars que hi havia el 2009, 1 era un taller de reparació d'automòbils i de material agrícola, 2 paletes, 1 guixaire pintor, 5 fusteries, 2 lampisteries, 1 electricista, 1 perruqueria i 1 restaurant.
L'any 2000 a Sainte-Geneviève-des-Bois hi havia 12 explotacions agrícoles que ocupaven un total de 788 hectàrees.

## Equipaments sanitaris i escolars
El 2009 hi havia una escola elemental.

## Poblacions més properes
El següent diagrama mostra les poblacions més properes.